# Bobovec Tomaševečki
Bobovec Tomaševečki – wieś w Chorwacji, w żupanii krapińsko-zagorskiej, w mieście Klanjec. W 2011 roku liczyła 21 mieszkańców.